# Street Fighter II
Street Fighter II: Chiến binh Thế giới - Street Fighter II: The World Warrior (ストリートファイターⅡ) là trò chơi điện tử đối kháng của hãng Capcom được phát hành vào năm 1991. Nó là phiên bản tiếp theo của trò chơi Street Fighter đầu tiên được phát hành năm 1987 và là trò chơi thứ 14 của Capcom chạy trên phần cứng CP System. Trò chơi này đã cải tiến nhiều phần trong trò chơi đầu tiên, bao gồm hệ thống các chiêu thức và hệ thống điều khiển 6 nút.
Thành công của Street Fighter II đã mở đầu thời kỳ bùng nổ của trò chơi đối kháng trong những năm 90, làm xuất hiện rất nhiều những loạt trò chơi đối kháng khác. Năm 1993, Street Fighter II đạt doanh thu tổng cộng khoảng 1,5 tỷ đô-la Mỹ và phiên bản trên Super NET là trò chơi bán được nhiều nhất của Capcom trong mọi thời đại.

## Hệ thống trò chơi
Street Fighter II cũng có nhiều điểm tương đồng so với trò chơi đi trước. Người chơi sẽ tham gia vào cuộc đấu một chọi một với đối phương. Người chơi nào giành chiến thắng ở hai vòng trước sẽ giành chiến thắng chung cuộc. Mục tiên của mỗi vòng đấu là làm giảm hết toàn bộ "máu" của đối phương. Nếu hai người chơi hạ gục đối phương cùng lúc hoặc vòng đấu hết giờ mà cả hai có lượng máu bằng nhau thì trò chơi sẽ tuyên bố "hạ gục kép" ("double KO") hoặc "trận đấu hòa" ("draw game"). Khi đó, hai người chơi sẽ chơi các vòng đấu phụ cho đến khi xuất hiện cái chết bất ngờ. Trong trò chơi Street Fighter II đầu tiên, một trận đấu có thể kéo dài đến 10 vòng nếu không thể xác định người chiến thắng.
Sau mỗi ba trận đấu trong chế độ chơi đơn, người chơi sẽ tham gia vào một "bonus game" để giành điểm thưởng. Các trận đấu thưởng bao gồm phá hủy một chiếc xe, phá hủy thùng và phá hủy trống.
Tương tự phiên bản đầu tiên, trò chơi này sử dụng cần điều khiển 8 hướng và 6 nút bấm. Người chơi dùng cần điều khiển để nhảy lên, ngồi xuống và di chuyển nhân vật, cũng như giúp nhân vật phòng thủ. Có 3 nút đá và 3 nút đấm với tốc độ và sức mạnh khác nhau, gồm: Nhẹ (Light), Vừa (Medium) và Mạnh (Heavy), trong đó cú tấn công càng mạnh thì tốc độ càng chậm và ngược lại. Người chơi có thể thực hiện đòn Tóm và Ném. Ngoài tra, người chơi cũng có thể tung ra các chiêu thức đặc biệt bằng cách sử dụng các tổ hợp phím nhất định tùy thuộc vào từng chiêu thức.
Street Fighter II đưa ra rất nhiều lựa chọn về các nhân vật có thể điều khiển, mỗi nhân vật có phong cách chiến đấu và các chiêu thức đặc biệt riêng.

## Nhân vật
Street Fighter II gồm 8 nhân vật có thể điều khiển. Ngoài Ryu và Ken, 2 nhân vật chính đã xuất hiện ở trò chơi trước, còn có 6 nhân vật mới có những quốc tịch khác nhau. Trong chế độ chơi đơn, người chơi sẽ đối đấu với 7 nhân vật chính, trước khi chạm trán với những đối thủ cuối cùng, đó là 4 nhân vật trùm cuối không thể điều khiển, được gọi là "Bốn Bậc thầy lớn" ("Four Grand Masters").
Các nhân vật có thể điều khiển
- Ryu, một võ sĩ người Nhật, tìm kiếm câu trả lời của câu hỏi "làm thế nào để trở thành chiến binh thực sự?"
- Ken, người bạn cùng học võ và cũng là đối thủ của Ryu, đến từ Mỹ.
- E. Honda, một đô vật sumo Nhật Bản
- Chun-Li, một nữ võ sĩ và nữ cảnh sát đến từ Trung Quốc, với mong muốn trả thù cho người cha bị mất tích.
- Blanka, một người lai thú đến từ Brasil, sinh trưởng trong rừng sâu.
- Zangief, một đô vật từ Liên Xô.
- Guile, một đặc vụ của lực lượng đặc biệt đến từ Mỹ, tìm kiếm kẻ đã giết người bạn thân của mình.
- Dhalsim, một bậc thầy yoga đến từ Ấn Độ.

Các trùm do máy điều khiển
- Balrog (trong phiên bản tiếng Nhật là M. Bison), một võ sĩ quyền anh người Mỹ.
- Vega (trong phiên bản tiến Nhật là Balrog), một chiến binh mang mặt nạ người Tây Ban Nha, sử dụng phong cách chiến đấu ninjutsu.
- Sagat, bậc thầy Muay Thái chột mắt, là trùm cuối trong trò chơi Street Fighter năm 1987, người đã nhận một viết sẹo của Ryu trong phần cuối của cuộc đấu trong trò chơi trước.
- M. Bison (ở Nhật là Vega), người đứng đầu tổ chức tội ác Shadaloo, sử dụng năng lượng bí mật là "Sức mạnh Psycho" (Psycho Power), người đã bắt cha của Chun-Li và là tên trùm cuối cùng của trò chơi.

## Ảnh hưởng

### Các loạt trò chơi
Có một số loạt trò chơi được thực hiện dựa trên Street Fighter II, chẳng hạn như loạt trò chơi ''Street Fighter Alpha'', ''Street Fighter EX'', ''Street Fighter III'', ''Pocket Fighter'', ''Super Puzzle Fighter II Turbo'' và Capcom's Vs. Bên cạnh đó là ''Street Fighter IV'' được phát hành vào năm 2009.

### Những sản phẩm khác
- Street Fighter II được xếp thứ 2 trong top 10 trò chơi có nhạc hay nhất của Tạp chí Play.[3]
- Street Fighter II đã được chuyển thể vào 2 bộ phim năm 1994, đó là ''Street Fighter II: The Animated Movie'' (anime) và phim Street Figher.
- Ngoài ra còn có một bộ phim hoạt hình Street Figher của Mỹ, và một anime có tên ''Street Fighter II V''.

## Đón nhận

### Từ giới phê bình
Phiên bản arcade đầu tiên của Street Fighter II đã nhận giải Trò Chơi Hay nhất năm 1991, đống thời cũng giành luôn giải Trò chơi hành động hay nhất (thời đó chưa có giải cho trò chơi đối kháng) của tạp chí Gamest. Street Fighter cũng xếp ở vị trí số một trong VGM tốt nhất, Điều khiển tốt nhất, Album hay nhất, và đứng thứ 2 trong giải Đồ họa tốt nhất. Tất cả các nhân vật, ngoại trừ Mike Bison (mà ngoài Nhật Bản gọi là Balrog), đều có mặt trong danh sách Nhân vật tốt nhất năm 1991, với Chun-Li thứ nhất, Ryu thứ 3, Guile thứ 4, Dhalsim thứ 5, Zangief thứ 6, E. Honda thứ 8, Ken và Blanka cùng ở vị trí thứ 9, Vega (ngoài Nhật gọi là M. Bison) thứ 13, Balrog (ngoài Nhật Bản là Vega) thứ 16 và Sagat thứ 22.
Trong năm 1992, Street Fighter II Dash cũng giành được giải Trò chơi Hay nhất năm 1992. Trong tạp chí Gamest, tháng 2 năm 1993, trò chơi chiến thắng giải Trò chơi Hành động Hay nhất. Street Fighter II Dash đứng vị trí thứ 3 trong giải VGM tốt nhất, thứ 6 trong Đồ họa tốt nhất, thứ 5 trong Điều khiển tốt nhất. Street Fighter II Image Album đứng thứ nhất trong giải Album hay nhất. Danh sách nhân vật tốt nhất chỉ có Chun-Li trong top 10 với vị trí thứ 3.
Tháng 2 năm 1994, trong một số của Gamest, cả hai trò chơi Street Fighter II Dash Turbo và ''Super Street Figher II'' đều được đề cử cho giải Trò chơi Hay nhất của năm 1993, nhưng cả hai đều không đoạt giải (trò chơi đoạt giải là Samurai Spirits). Super ở vị trí thứ 3 và Turbo thứ 6. Trong hạng mục Trò chơi Đối kháng hay nhất, Super lại đứng thứ 3, trong khi Turbo đứng thứ 5. Cammy, nhân vật xuất hiện lấn đầu trong trò chơi Super Street Fighter II, giành vị trí thứ 5 trong danh sách Nhân vật tốt nhất năm 1993, cùng với Dee Jay và T. Hawk lần lượt ở vị trí 36 và 37.
Ngày 30 tháng 1 năm 1995, trong bài viết của tạp chí ''Gamest'', Super Street Fighter II X (ngoài Nhật là Super Turbo), đứng thứ 4 trong hạng mục trò chơi hay nhất năm 1994 và trò chơi đối kháng hay nhất.
Phiên bản SNES của Street Fighter II nhận được rất nhiều lời khen ngợi và thành công, giành giải Trò chơi của Năm của Electronic Gaming Monthly năm 1992. Street Fighter II Turbo giành giải Trò chơi Super NES hay nhất của EGM vào năm 1993.
Phiên bản Mega Drive của Street Fighter II nhận được điểm 10/10 cho hai hạng mục đồ họa và độ gây sự ham thích từ Mega, đã miêu tả nó là "một ứng cử viên cho danh hiệu trò chơi hay nhất mọi thời đại và không còn nghi ngờ gì nữa, là trò chơi "beat-'em-up" hay nhất mọi thời đại". MegaTech chấm điểm 95%. Còn Sách Kỷ lục Guinness Thế giới đã ghi nhận 3 kỷ lục thế giới của Street Fighter II trong cuốn Sách kỷ lục Guinness: Phiên bản của Game thủ năm 2008 (Guinness World Records: Gamer's Edition 2008), đó là "Trò chơi đối kháng đầu tiên sử dụng combo" ("First Fighting Game to Use Combos"), "Trò chơi đối kháng có ảnh hưởng nhất" ("Most Cloned Fighting Game"), và "Trò chơi đối kháng dùng tiền đồng bán chạy nhất" ("Biggest-Selling Coin-Operated Fighting Game").

## Đón nhận thương mại
Trò chơi Street Fighter II, nói chung giành được thành công thương mại và doanh thu rất lớn. Những phiên bản tại nhà của Street Fighter II là những trò chơi được liệt vào nhóm Bạch kim (Platinum) của Capcom (là những trò chơi bán được hơn 1 tỷ bản trên toàn thế giới). Ngày 31 tháng 12 năm 2010, phiên bản SNES của trò chơi đầu tiên của Street Fighter II vẫn giữ vững vị trí là trò chơi bán chạy nhất của Capcom, khoảng hơn 6,3 tỷ bản đã được bán ra. Phiên bản SNES của Street Fighter II Turbo và Super Street Fighter II cũng bán được lần lượt 4,1 tỷ và 2 tỷ bản, bên cạnh đó là phiên bản Genesis của Street Fighter II′: Special Champion Edition với 1,65 tỷ bản. Năm 1993, doanh thu của Street Fighter II đã lên tới 1,5 tỷ đô-la Mỹ, tương đương với khoảng 2,32 tỷ đô-la Mỹ vào năm 2011.